# Obras Completas de C. G. Jung
Obras Completas de C. G. Jung (Gesammelten Werke von C. G. Jung, no original em alemão, ISBN 9783530406979) é uma publicação que reúne os principais escritos do psiquiatra Carl Gustav Jung.
A primeira versão em alemão foi composta inicialmente de 18 volumes, publicados entre 1958 e 1981. Posteriormente, foram acrescentados mais dois volumes: o volume 19, lançado em 1983, que contém a Bibliografia das obras de Jung (Bibliographie, no original em alemão, ISBN 3530407194), e o volume 20, lançado em 1994, que consiste de um Índice Geral (Gesamtregister, no original em alemão, ISBN 3530407208).
A tradução para a língua portuguesa foi publicada pela Editora Vozes em um total de 19 volumes, que correspondem aos 18 volumes do original em alemão e mais um volume de Índice Geral.
Os 19 volumes da edição em língua portuguesa foram lançados entre os anos de 1978 e 2003.
A Editora Vozes oferece as obras completas em formato encadernado (capa dura) e brochura. No formato brochura os volumes originais foram subdivididos em volumes independentes.
Em 2003, foi lançado um último volume no formato brochura, originalmente sem numeração de volume, chamado Escritos Diversos (ISBN 8532628605), contendo textos que antes só apareciam nas versões encadernadas de Psicologia em Transição (vol. X) e Psicologia da Religião Ocidental e Oriental (vol. XI).

## Volumes
| Versão Encadernada | Versão Encadernada                           | Versão Encadernada | Versão Brochura                                | Versão Brochura                              | Versão Brochura    |
| Vol.               | Título                                       | ISBN               | Vol.                                           | Título                                       | ISBN               |
| ------------------ | -------------------------------------------- | ------------------ | ---------------------------------------------- | -------------------------------------------- | ------------------ |
| I                  | Estudos psiquiátricos                        | ISBN 853261101X    | I                                              | Estudos psiquiátricos                        | ISBN 8532611028    |
| II                 | Estudos experimentais                        | ISBN 8532616313    | II                                             | Estudos experimentais                        | ISBN 8532616305    |
| III                | Psicogênese das doenças mentais              |                    | III                                            | Psicogênese das doenças mentais              | ISBN 8532603475    |
| IV                 | Freud e a Psicanálise                        | ISBN 853320261X    | IV                                             | Freud e a Psicanálise                        | ISBN 853260322X    |
| V                  | Símbolos da transformação                    |                    | V                                              | Símbolos da transformação                    | ISBN 8532613489    |
| VI                 | Tipos psicológicos                           | ISBN 8532605176    | VI                                             | Tipos psicológicos                           | ISBN 8532605168    |
| VII                | Estudos sobre Psicologia Analítica           | ISBN 8532607381    | VII/1                                          | Psicologia do Inconsciente                   | ISBN 8532604706    |
| VII                | Estudos sobre Psicologia Analítica           | ISBN 8532607381    | VII/2                                          | O Eu e o Inconsciente                        | ISBN 8532604196    |
| VIII               | A Dinâmica do Inconsciente                   | ISBN 8532603602    | VIII/1                                         | A energia psíquica                           | ISBN 853260241X    |
| VIII               | A Dinâmica do Inconsciente                   | ISBN 8532603602    | VIII/2                                         | A natureza da Psique                         | ISBN 8532606806    |
| VIII               | A Dinâmica do Inconsciente                   | ISBN 8532603602    | VIII/3                                         | Sincronicidade                               | ISBN 8532603262    |
| IX Tomo 1          | Os arquétipos e o inconsciente coletivo      | ISBN 8532623557    | IX/1                                           | Os arquétipos e o inconsciente coletivo      | ISBN 8532623549    |
| IX Tomo 2          | Aion: estudos sobre o simbolismo do si-mesmo |                    | IX/2                                           | Aion: estudos sobre o simbolismo do si-mesmo | ISBN 8532603734    |
| X                  | Psicologia em transição                      | ISBN 8532610145    | X/1                                            | Presente e Futuro                            | ISBN 8532606393    |
| X                  | Psicologia em transição                      | ISBN 8532610145    | X/2                                            | Aspectos do drama contemporâneo              | ISBN 8532604161    |
| X                  | Psicologia em transição                      | ISBN 8532610145    | X/3                                            | Civilização em transição                     | ISBN 8532609414    |
| X                  | Psicologia em transição                      | ISBN 8532610145    | X/4                                            | Um mito moderno sobre coisas vistas no céu   | ISBN 8532606814    |
| XI                 | Psicologia da religião ocidental e oriental  |                    | XI/1                                           | Psicologia e religião                        | ISBN 8532604447    |
| XI                 | Psicologia da religião ocidental e oriental  | XI/2               | Interpretação psicológica do dogma da Trindade | ISBN 8532613098                              |                    |
| XI                 | Psicologia da religião ocidental e oriental  | XI/3               | O símbolo da transformação na missa            | ISBN 8532607063                              |                    |
| XI                 | Psicologia da religião ocidental e oriental  | XI/4               | Resposta a Jó                                  | ISBN 8532603831                              |                    |
| XI                 | Psicologia da religião ocidental e oriental  | XI/5               | Psicologia e religião oriental                 | ISBN 8532607497                              |                    |
| XI                 | Psicologia da religião ocidental e oriental  | XI/6               | Escritos Diversos                              | ISBN 8532628605                              |                    |
| XII                | Psicologia e alquimia                        | ISBN 8532601847    | XII                                            | Psicologia e alquimia                        | ISBN 8532601839    |
| XIII               | Estudos alquímicos                           | ISBN 8532627471    | XIII                                           | Estudos alquímicos                           | ISBN 8532627463    |
| XIV                | Mysterium Coniunctionis                      |                    | XIV/1                                          | Mysterium Coniunctionis 1                    | ISBN 8532617581    |
| XIV                | Mysterium Coniunctionis                      | XIV/2              | Mysterium Coniunctionis 2                      | ISBN 8532600840                              |                    |
| XIV                | Mysterium Coniunctionis                      | XIV/3              | Mysterium Coniunctionis 3                      | ISBN 8532617727                              |                    |
| XV                 | O espírito na arte e na ciência              |                    | XV                                             | O espírito na arte e na ciência              | ISBN 8532607500    |
| XVI                | Prática da psicoterapia                      |                    | XVI/1                                          | A prática da psicoterapia                    | ISBN 8532606342    |
| XVI                | Prática da psicoterapia                      | XVI/2              | Ab-reação, análise de sonhos, transferência    | ISBN 853260403X                              |                    |
| XVII               | O desenvolvimento da personalidade           | ISBN 8533208138    | XVII                                           | O desenvolvimento da personalidade           | ISBN 8532607411    |
| XVIII              | A vida simbólica                             | ISBN 8532619428    | XVIII/1                                        | A vida simbólica 1                           | ISBN 853261941X    |
| XVIII              | A vida simbólica                             | ISBN 8532619428    | XVIII/2                                        | A vida simbólica 2                           | ISBN 8532622747    |
| XIX                | Índices gerais (onomástico e analítico)      |                    | -                                              | Índices gerais (onomástico e analítico)      | ISBN 9788532624529 |